# Giro dell'Emilia 1968
Il Giro dell'Emilia 1968, cinquantunesima edizione della corsa, si svolse il 4 ottobre 1968 su un percorso di 212 km. La vittoria fu appannaggio dell'italiano Gianni Motta, che completò il percorso in 5h05'00", precedendo i connazionali Giancarlo Polidori e Claudio Michelotto.

## Ordine d'arrivo (Top 10)
| Pos. | Corridore          | Squadra        | Tempo    |
| ---- | ------------------ | -------------- | -------- |
| 1    | Gianni Motta       | Molteni        | 5h05'00" |
| 2    | Giancarlo Polidori | Pepsi Cola     | a 4'25"  |
| 3    | Claudio Michelotto | Max Meyer      | a 5'15"  |
| 4    | Guido De Rosso     | Faema          | a 5'17"  |
| 5    | Franco Bitossi     | Filotex        | a 8'50"  |
| 6    | Michele Dancelli   | Pepsi Cola     | s.t.     |
| 7    | Vito Taccone       | Germanvox-Wega | s.t.     |
| 8    | Mario Anni         | Molteni        | s.t.     |
| 9    | Aldo Moser         | Pepsi Cola     | s.t.     |
| 10   | Giuseppe Milioli   | Germanvox-Wega | s.t.     |